# ۳۰۹ (قمری)
۳۰۹ (قمری)، سیصد و نهمین سال در گاهشماری هجری قمری است. اول محرم این سال برابر با هفدهم مه سال ۹۲۱ میلادی است.